# Gorgos de Messènia
Gorgos (grec antic: Γόργος, llatí: Gorgus) fou el fill de l'heroi messeni Aristòmenes, i va ser promès a la jove amb l'ajut de la qual es va escapar quan fou capturat per un cos de mercenaris cretencs al servei d'Esparta. Pausànies diu que va combatre valerosament al costat del seu pare, i després en la lluita final, quan Ira havia estat sorpresa pels espartans. Aristòmenes havia rebutjat poc abans el comandament dels messenis i havia nomenat Gorgos i l'endeví Manticle com a líders per dirigir la retirada i l'emigració dels messenis cap a un altre país. De Cil·lene Gorgos proposava conquerir l'illa de Zacint, i Manticle, en qualitat d'endeví, proposava oblidar Messènia i establir-se a Sardenya. Però Anaxilau, tirà de Règion, va proposar als messenis que l'ajudessin a conquerir Zancle i s'instal·lessin allà. Quan els zancleus, rodejats per terra pels messenis i per mar pels de Règion, es van refugiar als santuaris dels déus, Anaxilau va ordenar als messenis que matessin els homes i venguessin com esclaus les dones i els nens. Gorgos i Manticle van demanar al tirà que no els obligués a cometre tals crims, i zancleus i messenis van viure en pau, i la ciutat va canviar el nom per Messene, actual Messina.